# Campeonato Paulista de Futebol de 1975 - Primeira Divisão
O Campeonato Paulista de Futebol de 1975 - Primeira Divisão foi a 29.ª edição do torneio promovida pela Federação Paulista de Futebol, e equivaleu ao segundo nível do futebol no estado de São Paulo. O Santo André, que na edição anterior foi vice campeão, conquistou o título, ao vencer na final o Catanduvense. Esta foi a última edição em que não houve acesso, reativado em 1976.

## Participantes
| Série "A" - Batatais (Batatais) - Estrela da Bela Vista (São Carlos) - Francana (Franca) - Internacional (Bebedouro) - Jaboticabal (Jaboticabal) - Palmeiras (São João da Boa Vista) - Rio Claro (Rio Claro) - Sertãozinho (Sertãozinho) - Velo Clube (Rio Claro) - XV de Jaú (Jaú) | Série "B" - Independente (Limeira) - Estrela (Piquete) - Esportiva (Guaratinguetá) - Internacional (Limeira) - Pirassununguense (Pirassununga) - Santo André (Santo André) - São José (São José dos Campos) - União Barbarense (Santa Bárbara D'Oeste) - Vasco da Gama (Americana) | Série "C" - Andradina (Andradina) - Araçatuba (Araçatuba) - Barretos (Barretos) - Catanduvense (Catanduva) - Garça (Garça) - Linense (Lins) - Olímpia (Olímpia) - Penapolense (Penápolis) - Presidente Prudente (Presidente Prudente) - Rio Preto (São José do Rio Preto) - Votuporanguense (Votuporanga) |

## Forma de disputa
Na primeira fase as 30 equipes foram divididas em 3 grupos, disputado por pontos corridos em turno e returno, onde os 4 melhores colocados de cada grupo avançaram para a segunda fase. Os 12 clubes foram então divididos em 2 grupos, que ficaram distribuídos da seguinte forma:

Série I: Araçatuba, Batatais, Catanduvense, Francana, Independente e União Barbarense.

Série II: Internacional, Linense, Olímpia, Palmeiras, Santo André e Velo Clube.

A segunda fase também foi disputada por pontos corridos em dois turnos. Classificaram-se para final o Catanduvense, 1º colocado da Série I, e o Santo André, 1º da Série II.
O Santo André foi o campeão, mas não obteve o acesso.

## Final
| 7 de dezembro de 1975 | Catanduvense | 0 – 0 | Santo André | Estádio Municipal Silvio Salles, Catanduva                      |
|                       |              |       |             | Público: 15,000 Renda: Cr$ 96 520,00 Árbitro: José Faville Neto |

| 14 de dezembro de 1975 | Santo André           | 2 – 0 | Catanduvense | Estádio Bruno José Daniel, Santo André                           |
|                        | Sousa 5' · Tulica 78' |       |              | Público: ??? Renda: Cr$ 186 255,00 Árbitro: Romualdo Arppi Filho |

Santo André: Ronaldo, Roberto, Rodolfo, Flávio e Luís Augusto; Fernandinho e Sousa; Celso Mota (Fernando), Vicente, Tulica e Rômulo.

Grêmio Catanduvense: Moacir, Tercio, Rafael, Dario e Fred Moreno; China e Arnaldo; Zé Carlos, Maritaca, Joãozinho (Gilberto) e ???. 

## Premiação
| Campeonato Paulista de 1975 - Primeira Divisão |
| ---------------------------------------------- |
| Santo André Campeão (1º título)                |